# Юкковское сельское поселение
Юкко́вское се́льское поселе́ние — муниципальное образование в составе Всеволожского района Ленинградской области.
Административный центр — деревня Юкки.

## География
Нахождение: западная часть Всеволожского района. Площадь 18 668 га.
- Граничит
  - на севере и северо-западе с Выборгским районом
  - на востоке и северо-востоке с Агалатовским сельским поселением
  - на юго-востоке с Бугровским городским поселением
  - на юге и юго западе с Сертоловским городским поселением и городом федерального значения Санкт-Петербургом

По территории поселения проходят автодороги:
- 41К-073 (Елизаветинка — Медный Завод)
- 41К-074 (Песочный — Киссолово)
- 41К-075 (Юкки — Кузьмоловский)
- 41К-179 (Осиновая Роща — автодорога А121)

Расстояние от административного центра поселения до районного центра — 42 км
Более 70,9 % площади МО занимают земли лесного фонда, 10 % участков которых представляют собой заболоченные территории. Более 13,4 % занимают земли сельскохозяйственного назначения. На долю населённых пунктов приходится 4,3 % территории поселения.

## История
В начале 1920-х годов в составе Парголовской волости Петроградского уезда Петроградской губернии был образован Юкковский сельсовет. 
В августе 1927 года Юкковский сельсовет вошёл в состав Парголовского района Ленинградской области. 
19 августа 1930 года Парголовский район был ликвидирован, Юкковский сельсовет вошёл в состав Ленинградского Пригородного района. 
10 августа 1934 года Юкковский сельсовет был присоединён к Левашовскому сельсовету. 
По данным 1966 года деревня Юкки являлась центром Чернореченского сельсовета. 
По данным 1990 года Чернореченский сельсовет был переименован в Юкковский сельсовет.
18 января 1994 года постановлением главы администрации Ленинградской области № 10 «Об изменениях административно-территориального устройства районов Ленинградской области» Юкковский сельсовет, также как и все другие сельсоветы области, преобразован в Юкковскую волость.
1 января 2006 года в соответствии с областным законом № 17-оз от 10 марта 2004 года образовано Юкковское сельское поселение, в его состав вошла территория бывшей Юкковской волости.

## Демография
| 2006  | 2010  | 2011  | 2012  | 2013  | 2014  | 2015  | 2016  |
| ----- | ----- | ----- | ----- | ----- | ----- | ----- | ----- |
| 2300  | ↗3229 | ↗3240 | ↗3358 | ↗3437 | ↗3575 | ↗3668 | ↗3779 |
| 2017  | 2018  | 2019  | 2020  | 2021  | 2023  | 2024  | 2025  |
| ↗3953 | ↗4205 | ↗4539 | ↗4922 | ↘4816 | ↗5388 | ↗5704 | ↗5859 |

## Состав сельского поселения
На территории поселения находятся 5 деревень:
| № | Населённый пункт | Тип населённого пункта | Население    |
| - | ---------------- | ---------------------- | ------------ |
| 1 | Дранишники       | деревня                | ↘103 (2017)  |
| 2 | Лупполово        | деревня                | ↗1447 (2017) |
| 3 | Медный Завод     | деревня                | ↘44 (2017)   |
| 4 | Сарженка         | деревня                | ↘34 (2017)   |
| 5 | Юкки             | деревня                | ↘840 (2017)  |

## Экономика
В сфере индивидуального жилищного строительства активно осваиваются территории, прилегающие к трассе «Санкт-Петербург — Выборг». Благодаря наличию инженерной и транспортной инфраструктуры есть перспектива для создания промышленной зоны в районе деревни Лупполово.